# NGC 3777
NGC 3777 est une galaxie spirale (intermédiaire ?) de taille moyenne située dans la constellation de la Coupe. NGC 3777 a été découverte par l'astronome américain Francis Leavenworth en 1886.

## Caractéristiques
La classe de luminosité de NGC 3777 est I-II.

### Distance
Sa vitesse par rapport au fond diffus cosmologique est de 4 595 ± 42 km/s, ce qui correspond à une distance de Hubble de 67,8 ± 4,8 Mpc (∼221 millions d'al).
À ce jour, une mesure non basée sur le décalage vers le rouge (redshift) donne une distance d'environ 80,300 Mpc (∼262 millions d'al). Cette valeur est loin à l'extérieur des valeurs de la distance de Hubble.

### Identification
Les avis diffèrent sur la classification de NGC 3777, spirale intermédiaire selon les bases de données NASA/IPAC et HyperLeda et spirale ordinaire selon le professeur Seligman et par Wolfgang Steinicke. On ne voit pas même le début d'une barre sur l'image obtenue des données de l'étude Pan-STARRS. La classification de spirale ordinaire correspond mieux à cette image.